# Glycaspis cnecosia
Glycaspis cnecosia är en insektsart som beskrevs av Moore 1970. Glycaspis cnecosia ingår i släktet Glycaspis och familjen rundbladloppor. Inga underarter finns listade i Catalogue of Life.